# Торемолинос
Торемолинос (шп. Torremolinos) град је у Шпанији у аутономној заједници Андалузија у покрајини Малага. Према процени из 2008. у граду је живело 63.077 становника.

## Становништво
Према процени, у граду је 2008. живело 63.077 становника.
| 1991.  | 2001.  |
| ------ | ------ |
| 27.543 | 44.772 |